# Макай
 Тази статия е за града в Австралия.  За града в САЩ вижте Макай (Айдахо).  
Мака̀й (на английски: Mackay, буквени символи за произношение ) е град в Североизточна Австралия, щат Куинсланд. Разположен е при вливането на река Пайниър в Коралово море, на 800 km северно от Бризбейн и срещу Големия бариерен риф. Известен е като захарната столица на Австралия, тъй като в околностите му се произвежда над една трета от захарната тръстика в страната. Селището е основано през 1862 от шотландеца Джон Макай върху земи на аборигенското племе юибера. Населението на Макай е около 82 000 души.

## Побратимени градове
- Каилуа-Кона, САЩ от 4 януари 1966 г.
- Мацуура, Япония от 22 юли 1989 г.
- Хониара, Соломонови острови от 5 юли 1995 г.